# Prvački trofej 1980. (hokej na travi)
2. Prvački trofej se održao 1980. godine.

## Mjesto i vrijeme održavanja
Održao se od 3. do 11. siječnja 1980.
Utakmice su se igrale u Karachiju u Pakistanu.

## Sudionici
Od prvotno planiranih 6 reprezentacija, ovog puta je turnir je odigralo njih 7, što mu je davalo izgled turnira za naslov svjetskog prvaka. 
Sudjelovali su domaćin i branitelj naslova Pakistan, Indija, Australija, Nizozemska, SR Njemačka, Španjolska i Uj. Kraljevstvo.

## Natjecateljski sustav
Ovaj turnir se igralo po jednostrukom ligaškom sustavu. Za pobjedu se dobivalo 2 boda, za neriješeno 1 bod, a za poraz nijedan bod. 
Susrete se igralo na umjetnoj travi.

## Rezultati
```
* Pakistan - Indija                   7 : 1
* Španjolska - SR Njemačka            1 : 2 
* Uj. Kraljevstvo - Australija        1 : 3
```

```
* Indija - Australija                 3 : 3
* Nizozemska - Uj. Kraljevstvo        4 : 1
* Pakistan - Australija               7 : 1
```

```
* Nizozemska - SR Njemačka            4 : 6
* Indija - Španjolska                 2 : 2
```

```
* SR Njemačka - Uj. Kraljevstvo       7 : 5
* Indija - Nizozemska                 2 : 6
```

```
* Uj. Kraljevstvo - Španjolska        1 : 2
* Pakistan - SR Njemačka              4 : 3
* Australija - Nizozemska             7 : 3
```

```
* Pakistan - Uj. Kraljevstvo          6 : 1
* SR Njemačka - Indija                4 : 3
* Australija - Španjolska             2 : 2
```

```
* Indija - Uj. Kraljevstvo            6 : 3
* Nizozemska - Španjolska             4 : 0
```

```
* SR Njemačka - Australija            3 : 3
* Pakistan - Nizozemska               3 : 2
```

```
Završni poredak:

 1. 
 Pakistan          6       6       0       0       (15 :  5)      
12

 2. 
 SR Njemačka       6       4       1       1       (25 : 20)       
9

 3. 
 Australija        6       2       3       1       (19 : 19)	 
7

 4. 
 Nizozemska        6       3       0       3       (23 : 19)       
6

 5. 
 Indija            6       1       2       3       (17 : 25)	 
4

 6. 
 Španjolska        6       1       2       3       ( 8 : 16)	 
4

 7. 
 Uj. Kraljevstvo   6       0       0       6       (12 : 28) 	 
0
```

| Pobjednici            |
| --------------------- |
| Pakistan Drugi naslov |

## Najbolji sudionici
| Najbolji strijelac         |
| -------------------------- |
| Paul Litjens (15 pogodaka) |